# イケア仙台
IKEA仙台（イケアせんだい）は、宮城県仙台市太白区あすと長町に所在するイケア・ジャパンの店舗である。当項目では、かつて存在した店舗であるIKEA仙台ミニショップ（イケアせんだいミニショップ）についても併せて記述する。

## 概要
スウェーデン発祥の家具販売店イケアの、日本9店舗目。長町副都心・あすと長町（長町駅貨物ヤード跡地の土地区画整理事業地 16街区）に、2014年7月17日に開業。敷地面積の関係上、他都市の大型店と比較してやや小さな店舗となり、取扱商品数や駐車場台数が少なくなっているほか、営業時間も短い。ただし、店舗構成は変わらない。
施設屋上には太陽光パネル、地下には地熱発電施設を設置し、省エネルギー化に努める。男性用トイレの小便器には、スイス・ウリマット社より東北復興支援のために寄贈された無水トイレが使用される。レストランでは、イケアとしては初めてとなるセルフレジを導入。ショールームでは、仙台での家庭調査の結果を踏まえて寝室を広めにとるなど、展示面でも工夫がみられる。

## 沿革

### 年表
- 2011年
  - 7月11日 - 震災復興支援を目的に、仙台市泉区にミニショップを開設することを発表[4]。
  - 9月26日 - IKEA仙台ミニショップ開業（北緯38度20分40秒 東経140度50分12.6秒 / 北緯38.34444度 東経140.836833度）[5]。
- 2012年
  - 3月7日 - イケア・ジャパンミカエル・パルムクイスト代表取締役社長、仙台市内への大型店出店を表明[6]。
  - 6月12日 - 独立行政法人鉄道建設・運輸施設整備支援機構が実施した公開競争入札で、イケアが落札[7]。
- 2013年
  - 8月1日 - IKEA仙台、着工[8]。
- 2014年
  - 3月25日 - IKEA仙台、開業時期を2014年秋から2014年7月に前倒しすることを発表[9]。
  - 5月9日 - IKEA仙台の概要及び開業日を発表[10]。
  - 5月11日 - IKEA仙台ミニショップ、閉店[11]。
  - 7月14日 - プレオープン[12]。
  - 7月17日 - 開業（北緯38度13分32.5秒 東経140度53分11.1秒 / 北緯38.225694度 東経140.886417度）[13]。
- 2017年
  - 営業時間を変更、延長。
- 2021年
  - 12月 - 駐車場をチケットレス方式に変更。

### IKEA仙台 開業時の取り組み

#### オープニングセレモニー
7月17日のオープン直前に、店舗前でオープニングセレモニーを実施。ピーター・リストイケア・ジャパン代表取締役社長、イーマン・モンファレッド仙台ストアマネージャー、村井嘉浩宮城県知事、奥山恵美子仙台市長、ラーシュ・ヴァリエ駐日スウェーデン大使などが参加。ブラスバンドによる演奏や、記念植樹が行われた。オープニングスピーチでは、社長が仙台弁を織り交ぜて挨拶した。

#### ホームファニッシングバスの運行
7月17日から7月27日まで、仙台駅東口から無料シャトルバスを運行。ホームファニッシングバスと名付けられ、バスの外観と内装をイケアがデザインした。

#### 駐車場
8月31日までのオープン期間中、土・日・お盆期間中は駐車場は一律1,000円。オープン期間中の平日および9月以降は、商品を購入した場合は無料。それ以外の場合は、3時間まで無料。それ以降は30分ごとに500円となる。このほか、敷地外に430台分の臨時駐車場を用意した。
当初、オープンから8月31日まで、駐車料金は全日一律1,000円を予定していたが、7月25日より変更。平日に限り、駐車場料金の減免措置を前倒しして実施した。

#### 手ぶらdeボックス 500円キャンペーン
8月31日まで、小物・小型家具用の梱包用ボックスによる配送料金を990円から500円に値下げ。公共交通機関による来店を呼びかけた。

#### 営業時間
| IKEA仙台（開業当時） | IKEA仙台（開業当時） |               | 通常ストア   | 通常ストア |
| 日 - 金              | 土・祝               | 月 - 金       | 土・日・祝   |            |
| -------------------- | -------------------- | ------------- | ------------ | ---------- |
| 10:00 - 19:00        | 10:00 - 21:00        | 10:00 - 21:00 | 9:00 - 21:00 |            |

9月30日までの期間中、営業時間を10時 - 21時とした。
2017年秋より、日 - 金についても営業終了時間が19時から21時へと延長されている。

#### イケアレストラン 平日夜割引
7月28日から9月30日までの平日、イケアレストランは18時からラストオーダーまで、20%割引とした。

## ギャラリー
- 2階（マーケットホール）
- 1階（セルフサービスエリア）
- IKEAレストラン カウンター
- IKEAレストラン 食事席
- スウェーデン風ミートボールとスウェーデンロールケーキ

## IKEA仙台ミニショップ
震災復興・生活の長期支援を目的として、泉パークタウンのタウンセンター地区北部にある紫山プラザK棟に、2011年9月26日に開業。生活雑貨品を中心に、約600品目の商品を取り扱った。
イケアは出店に際し、綿密な市場調査を行うことが通例となっており、そのような手順を踏まずに開業した世界的に見ても前例のない店舗となった。
2014年（平成26年）5月11日、IKEA仙台の開業準備のため、閉店。累計来店者数は約49万人。閉店にあたり、4月25日から5月11日にかけてクロージングセールが行われた。
なお、跡地には同年10月10日より、同じく家具・インテリア店舗のACTUSが出店している。

## 東日本大震災 復興・生活支援
イケア・ジャパンは東日本大震災発生後、寝具類やタオル、子ども用のぬいぐるみ等の物資を被災地に提供。5月以降、宮城県・岩手県へ約15,000戸分の寝具や調理用器具、机やタオル等を提供し、避難所から仮設住宅への移動のための支援を行った。
2012年3月には「東日本こどもプロジェクト」を発足。IKEA仙台ミニショップを拠点に、遊びを通じた子どもの支援を展開。ミニショップ閉店後も、支援活動を継続する。
活動の一環として、子どもの活動の場の更なる充実を図るため、名取市と児童施設の建設に関する支援事業協力を締結し、児童施設を建設。2015年5月23日、名取市に寄贈された。山元町・仙台市においても、同様の取り組みを行った。このほか、仙台市太白区の子どもの村東北プロジェクトにおいても、資金のほか家屋や家具・小物雑貨等の提供を行った。
以降も、IKEA Family募金を通じて、社会的・経済的に困難な状況下にある子どもたちをサポートするため、仙台市内を中心とした団体への支援を行っている。